# Achalpur
Achalpur – miasto w Indiach, w stanie Maharasztra. W 2011 roku liczyło 112 311 mieszkańców.